# تعليم حقوق الطفل

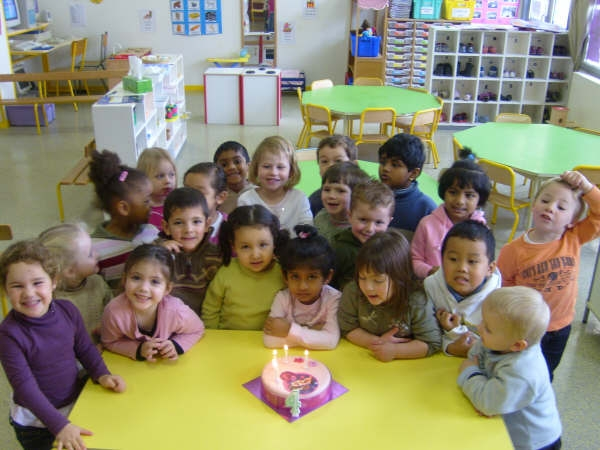
أطفال في مدرسة ابتدائية في باريس

تعليم حقوق الطفل هو تعليم وممارسة حقوق الطفل في المدارس أو البرامج التعليمية أو المؤسسات، على النحو المستنير من اتفاقية الأمم المتحدة لحقوق الطفل وبما يتفق معها. عند تنفيذه بالكامل، يتكون برنامج تعليم حقوق الطفل من منهج لتعليم الأطفال حقوق الإنسان الخاصة بهم ، وإطار عمل لإدارة المدرسة بطريقة تحترم حقوق الطفل. تتطلب المادتان 29 و 42 من اتفاقية حقوق الطفل توعية الأطفال بحقوقهم.
بالإضافة إلى الوفاء بالالتزامات القانونية للاتفاقية لنشر الوعي بحقوق الطفل للأطفال والكبار، فإن تعليم الأطفال حقوقهم له فوائد تحسين وعيهم بالحقوق بشكل عام، وجعلهم أكثر احترامًا لحقوق الآخرين، وتمكينهم. لاتخاذ إجراءات لدعم حقوق الآخرين. قدمت البرامج المبكرة لتعليم الأطفال حقوقهم في بلجيكا وكندا وإنجلترا ونيوزيلندا دليلاً على ذلك. تم تدريس حقوق الطفل في المدارس وممارستها كروح «تحرير الطفل» قبل كتابة اتفاقية الأمم المتحدة بوقت طويل، وأن هذه الممارسة ساعدت في إعلام قيم وفلسفة الاتفاقية، وIBE واليونسكو، على الرغم من هذه الممارسات للأسف، وهذا التاريخ لا تعترف به الأمم المتحدة أو تبني عليه. هذا أحد الأسباب التي جعلت حقوق الأطفال لم تصبح أساسًا للمدارس على الرغم من 100 عام من النضال.